# Argilière

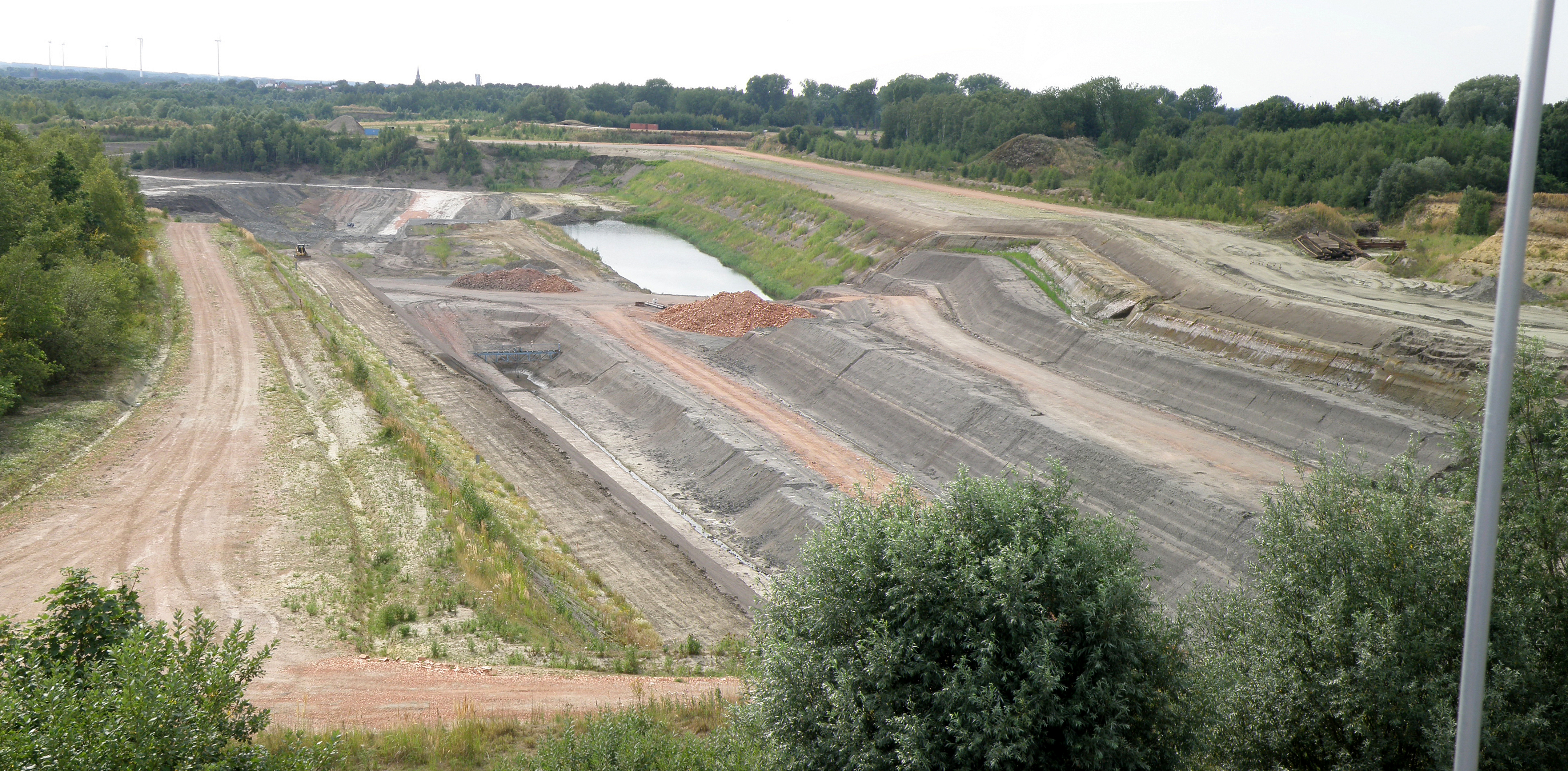
Argilière en exploitation à Rumst (Belgique).

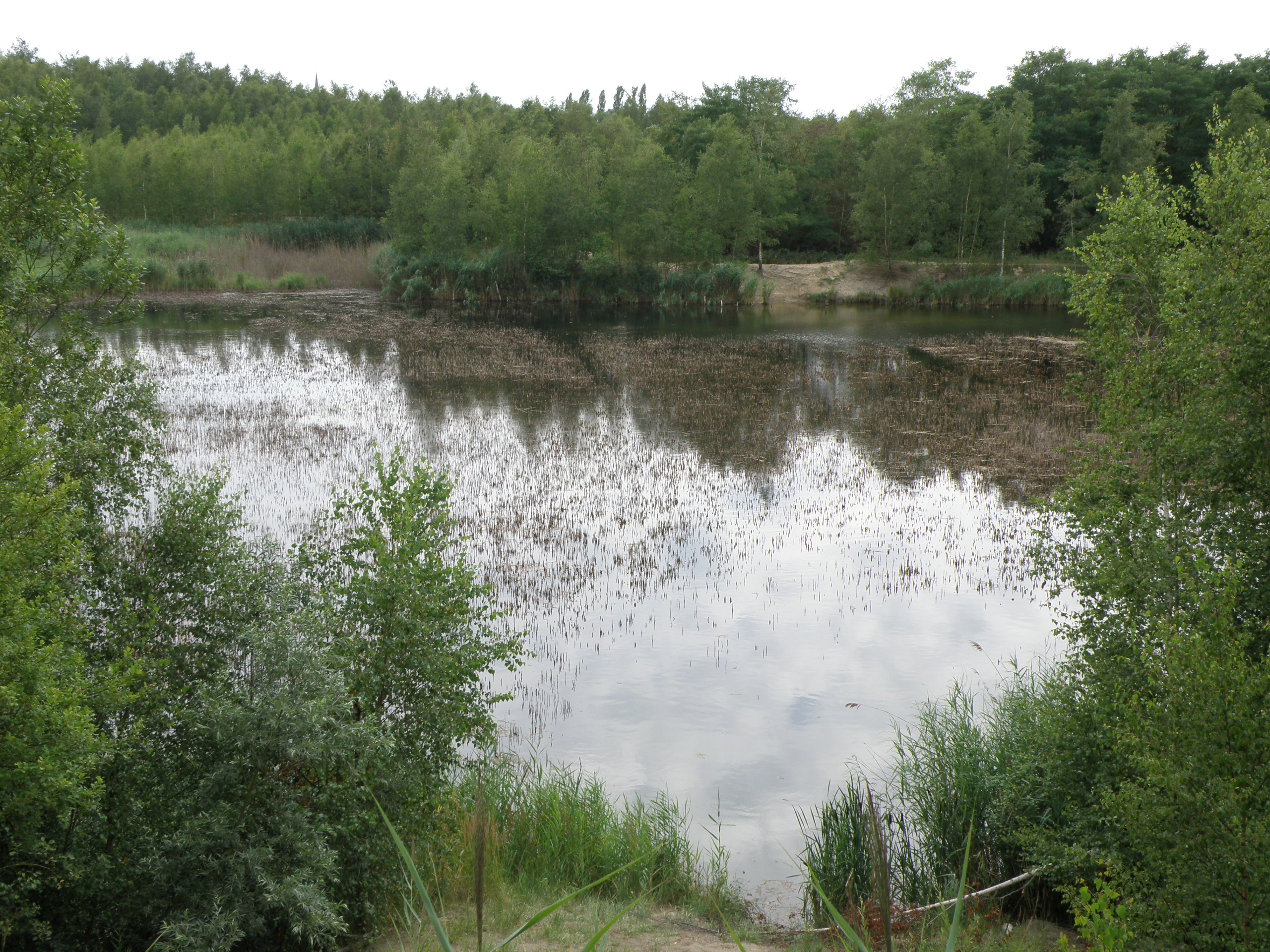
Argilière désaffectée et comblée d'eau.

Une argilière ou parfois une argillerie est une carrière d'argile, une terre définie ou un site où l'argile a été ou est encore extraite du sol ou de la roche sédimentaire affleurante en grande quantité. L'extraction minière à ciel ouvert peut être commandée par l'industrie céramique (briqueterie, tuileries, poteries, faïencerie, céramiques...),  pour l'industrie cimentière, l'industrie métallurgique (fonderie)...

## Une variété de terrière
La terrière est une carrière de terre, autrefois sous l'Ancien régime assujetties au droit de terrage. La prise et le charroi de terre légaux (terre très souvent argileuse, mais pas seulement) se nommait terrage, terrassage. L'officier qui contrôlait cette activité en percevant la taxe était nommé le tergeur ou encore l'officier terrassier.
Les champs argileux dénudés pouvaient autrefois été exploités en couches superficielles en saison froide, moyennant rétribution au propriétaire, comme une argilière. 

## Reconversion environnementale des argilières
Les argilières qui ne sont plus exploitées, en général étanches et réaménagées, se remplissent d'eau et forment des étangs et des marais qui sont recolonisés par la faune et la flore.
Ces sites artificiels forment paradoxalement parfois des îlots de verdure et de biodiversité dans des endroits où les mares et étangs naturels ont souvent été rebouchés et détruits par les activités humaines.